# Jonathan Kellerman
Jonathan Kellerman (Nova York, 9 de agosto de 1949)  psicólogo norte-americano escritor de vários best-sellers de romances de suspense. É um dos mais populares autores de literatura policial dos EUA, com mais de vinte obras lançadas. A maioria dos seus livros alcançou a lista dos mais vendidos do New York Times.

## Vida e carreira
Kellerman nasceu na Cidade de Nova York. Sua família se mudou para a Califórnia. Ele cresceu em Los Angeles, e recebeu um bacharelado em psicologia na UCLA , em 1971. Fez doutorado em psicologia clínica na Universidade do Sul da Califórnia em 1974.
Jonathan Kellerman vive em Los Angeles com sua esposa Faye Kellerman, outra bem conhecida escritora best-seller criminal, eles têm quatro filhos. O mais velho, Jesse Kellerman, também é um escritor best-seller e premiado dramaturgo. A caçula, Aliza Kellerman, coescreveu Prism, um romance para jovens adultos, publicado em 2009, com sua mãe.
Na psicologia escreve especificamente sobre psicopatologia. A maioria de suas histórias ficcionais apresentam o personagem Alex Delaware, um psicólogo infantil.

## Provável série
Foi anunciado pela Fox em 2013 que o canal iria produzir uma nova série baseada nos livros de Jonathan Kellerman, a trama giraria em torno do psicólogo criminal Alex Delaware que investiga vários casos ao lado de um detetive gay, Milo Sturgis do Departamento de Polícia de Los Angeles. Sem registro da produção em 2018 o projeto foi assumido pela empresa produtora IDW Entertainment.

## Obras (parcial)

### Série do Alex Delaware
1. When The Bough Breaks (1985)
2. Blood Test (1986)
3. Over The Edge (1987)
4. Silent Partner (1989)
5. Time Bomb (1990)
6. Private Eyes (1992)
7. Devil's Waltz (1993)
8. Bad Love (1994) Brasil: Amor Fatal (Mandarim, 1997)
9. Self-Defense (1995) Brasil: Legítima Defesa (Mandarim, 1996)
10. The Web (1996) Brasil: A Teia (Arx, 1999)
11. The Clinic (1997) Brasil: A Clínica (Mandarim, 1997)
12. Survival Of The Fittest (1997) Brasil: Os Escolhidos (Mandarim, 1999)
13. Monster (1999)
14. Dr. Death (2000) Brasil: Doutor Morte (Arx, 2002)
15. Flesh and Blood (2001)
16. The Murder Book (2002) Brasil: O Livro do Assassino (Record, 2007)
17. A Cold Heart (2003) Brasil: Um Coração Frio (Record, 2007)
18. Therapy (2004) Brasil: Terapia (Record, 2008)
19. Rage (2005) Brasil: Ira (Record, 2009)
20. Gone (2006) Brasil: Desaparecidos (Record, 2010)
21. Obsession (2007)
22. Compulsion (2008)
23. Bones  (2008)
24. Evidence (2009)
25. Deception (2010)
26. Mystery (011)
27. Victims (2012)
28. Guilt (2013)
29. Killer (2014)
30. Motive (2015)
31. Breakdown (2016)
32. Heartbreak Hotel (2017)
33. Night Moves (2018)
34. The Wedding Guest (2019)
35. The Museum of Desire (2020)
36. Serpentine (2021)
37. City of the Dead (2022)
38. Unnatural History (2023)

### Série da Petra Connor
1. Billy Straight (1998)
2. Twisted (2004)

### Série do Jacob Lev (comJesse Kellerman)
1. The Golem of Hollywood (2014)
2. The Golem of Paris (2015)

### Série do Clay Edison (com Jesse Kellerman)
1. Crime Scene (2017)
2. A Measure of Darkness (2018)
3. Half Moon Bay (2020)
4. The Burning (2021)

### Livros isolados
- The Butcher's Theater (1988) Brasil: O Teatro do Carniceiro (Record, 1988)
- The Conspiracy Club (2003)
- Double Homicide (2005) (com Faye Kellerman) Brasil: Duplo Homicídio (Record, 2006)
- Capital Crimes (2007) (com Faye Kellerman)
- True Detectives (2009)
- The Murderer's Daughter (2015)